# مارثا هولمز (كاتبة)
مارثا هولمز (بالإنجليزية: Martha Holmes)‏ هي صحفية وكاتبة سيناريو ومخرجة بريطانية، ولدت في 1961.

## وصلات خارجية
- مارثا هولمز على موقع IMDb (الإنجليزية)
- مارثا هولمز على موقع ألو سيني (الفرنسية)
- مارثا هولمز على موقع أول موفي (الإنجليزية)
- مارثا هولمز على موقع قاعدة بيانات الفيلم (الإنجليزية)
- مارثا هولمز على موقع كينوبويسك (الروسية)